# Chiapaneca
El chiapaneca és una llengua de Mèxic que en l'actualitat es considera extinta. El seu territori ètnic tradicional corresponia al municipi de Chiapa de Corzo, en l'estat mexicà de Chiapas.
En 1990, Ethnologue documentava l'existència de disset parlants de chiapaneca en l'estat de Chiapas, d'una població de 32 ètnics, però les recerques posteriors no han pogut verificar l'existència de parlants pel que es considera que la llengua està probablement extinta.

## Aspectes històrics, socials i culturals

### Història
Sembla que els chiapaneques de Chiapas constituïen un grup nombrós i políticament important que mai va poder ser dominat pels mexiques, als quals va resistir tenaçment. També van guerrejar contra els tzotzils i tzeltals i van imposar tribut als zoques. Una obra de 1776, Colección de documentos inéditos relativos a la iglesia de Chiapas el bisbe Orozco y Jiménez informa que el chiapaneca es parlava en les localitats d'Acala, Chapilla, Chiapa de Santo Domingo i Suchiapa. En aquests municipis l'autor identificava 1.449 parlants de chiapaneca i 990 d'espanyol.

## Classificació
Filològicamente, se situa al chiapaneca en la branca mangueana del grup otomang oriental, que al seu torn forma part de la família lingüística otomang. El proto-chiapaneca-mangue va ser reconstruït per Rensch (1966).
El chiapaneca era un idioma molt proper al mangue-chorotega, parlat a Nicaragua fins al segle xix i extint en l'actualitat. El primer autor conegut que va reconèixer el parentiu entre el chiapaneca i el mangue va ser l'abat Brasseur de Bourbourg que col·leccionava documents de llengües americanes, que va escriure en 1871:
| « | Elle [la llengua chiapaneca] ne resemble à aucun autre idiome parmi ceux qu'on parlati dans la province [Chiapas] et ne parait d'avoir d'analogie réel qu'avec des Dirians [és a dir, mangues] de Nicaragua | » |

Tres anys després Berendt va tenir ocasió de copiar un manuscrit sobre el pispi que va preparar Juan Eligio de la Rocha en 1842, i que li va servir per formar un vocabulari comparat de chiapaneca i mangue, treball que no es va arribar a publicar però que més tard va usar Brinton.

## Descripció lingüística
El sistema fonològic del chiapaneca es coneix de manera imperfecta, ja que les fonts antigues tenen una ortografia deficient han d'interpretar-se algunes ortogràfiques ideosincràtiques de cada autor. Fernandez de Miranda i Weitlaner sobre la base de les fonts antigues i modernes proposen un inventari consonàntic interpretat molt similar al del proto-chiapaneca-mangue, el sistema proposat és:
|            |            | Bilabial | Dental | Palatal | Velar | Glotal |
| ---------- | ---------- | -------- | ------ | ------- | ----- | ------ |
| Oclusiva   | sorda      | p        | t      |         | k     | ʔ      |
| Oclusiva   | sonora     | mb       | nd     |         | ŋg    |        |
| Africada   | Africada   |          |        | č       |       |        |
| Fricativa  | Fricativa  |          | s      |         |       | h, hw  |
| Nasal      | Nasal      | m        | n      | ñ       | M     | M      |
| Líquida    | Líquida    |          | l, r   |         |       |        |
| Aproximant | Aproximant | w        |        | j       |       |        |

El fonema /M/ és transcrit de diverses maneres <m~hm~jm> el que fa suposar que és una combinació d'una fricativa velar o laríngia més una nasal bilabial, no obstant això, a causa que no existeixen altres grups consonàntics d'aquest tipus en chiapaneca, s'analitza com un fonema única, atès que el valor fonètic exacte és dubtós.